# Dixella amphibia
Dixella amphibia är en tvåvingeart som först beskrevs av De Geer 1776.  Dixella amphibia ingår i släktet Dixella och familjen u-myggor. Arten är reproducerande i Sverige. Inga underarter finns listade i Catalogue of Life.